# 鲍勃·邓华德
鲍勃·邓华德（英語：Bob Donewald, Sr.）或称老邓华德，是已经退休的美国大学篮球教练，他是首位带领伊利诺伊州立大学打入NCAA全国锦标季后赛的教练，且率队连续三年晋级。

## 生平
老邓华德拥有20多年在全美大学生联赛（NCAA）执教的经历，曾先后执教印第安纳大学、伊利诺伊州立大学和西密西根大学，并曾担任过1984年洛杉矶奥运会美国代表队选秀组成员。从NCAA退休后，老邓华德担任着多家大学与专业球队的顾问，并且时常参加电视现场球评。 他的儿子小鲍勃·邓华德也是一位篮球教练，现为中国国家男子篮球队主教练。2010年6月，老邓华德曾代儿子小邓华德管理上海大鲨鱼2010-2011赛季季前训练半年。